# Adrian Wielgat
Adrian Wielgat (* 10. února 1993) je polský rychlobruslař.
Od roku 2010 startoval ve Světovém poháru juniorů a juniorských světových šampionátech. V seniorském Světovém poháru debutoval v roce 2012, v dalších letech se ale účastnil především domácích závodů, univerziád či akademických šampionátů. Na MS ve víceboji debutoval v roce 2017, kdy skončil na 20. místě. Na Mistrovství Evropy 2018 vybojoval s polským týmem bronzovou medaili ve stíhacím závodě družstev. Zúčastnil se Zimních olympijských her 2018, kde v závodě na 5000 m skončil na 22. místě.